# Gubbängens IP

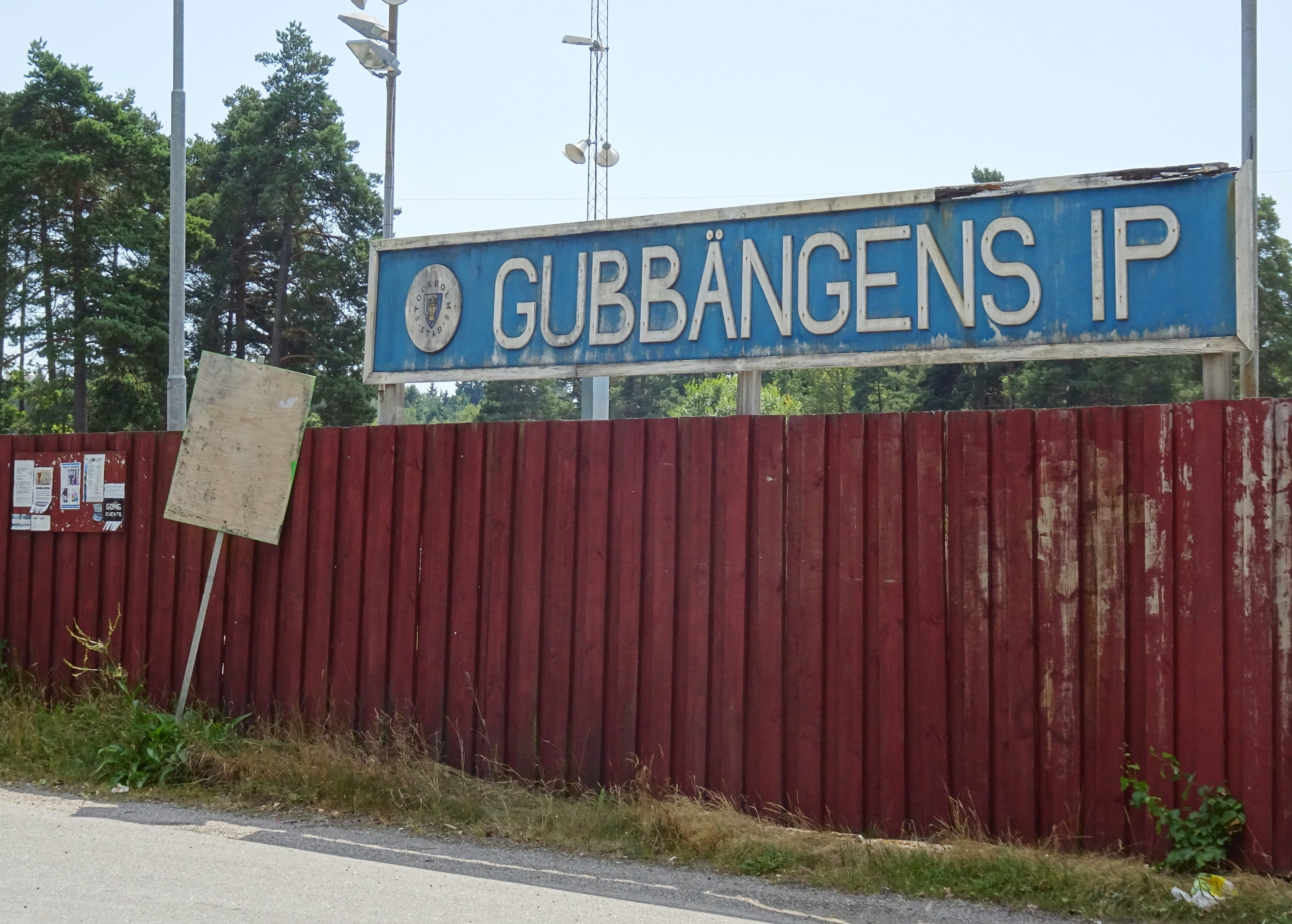
Gubbängens IP, 2016.

Gubbängens IP (ursprungligen kallad Bandhagens idrottsplats) är en idrottsplats i södra Stockholm. Här spelar flera lag sina hemmamatcher, GT76 är div 1-laget i bandy som spelar här. Sedan ishallen stod klar 2020 spelar även IK Tellus på idrottsplatsen. Arenan ligger i Gubbängen och användes tidigare sommartid för Speedway av Hammarby Speedway och Getingarna speedway. Förr i tiden har Gubbängens IP varit känd för speedway med bilar. Landhockey spelas även av Stockholm Lions Landhockeyklubb på idrottsplatsen.

## Historik

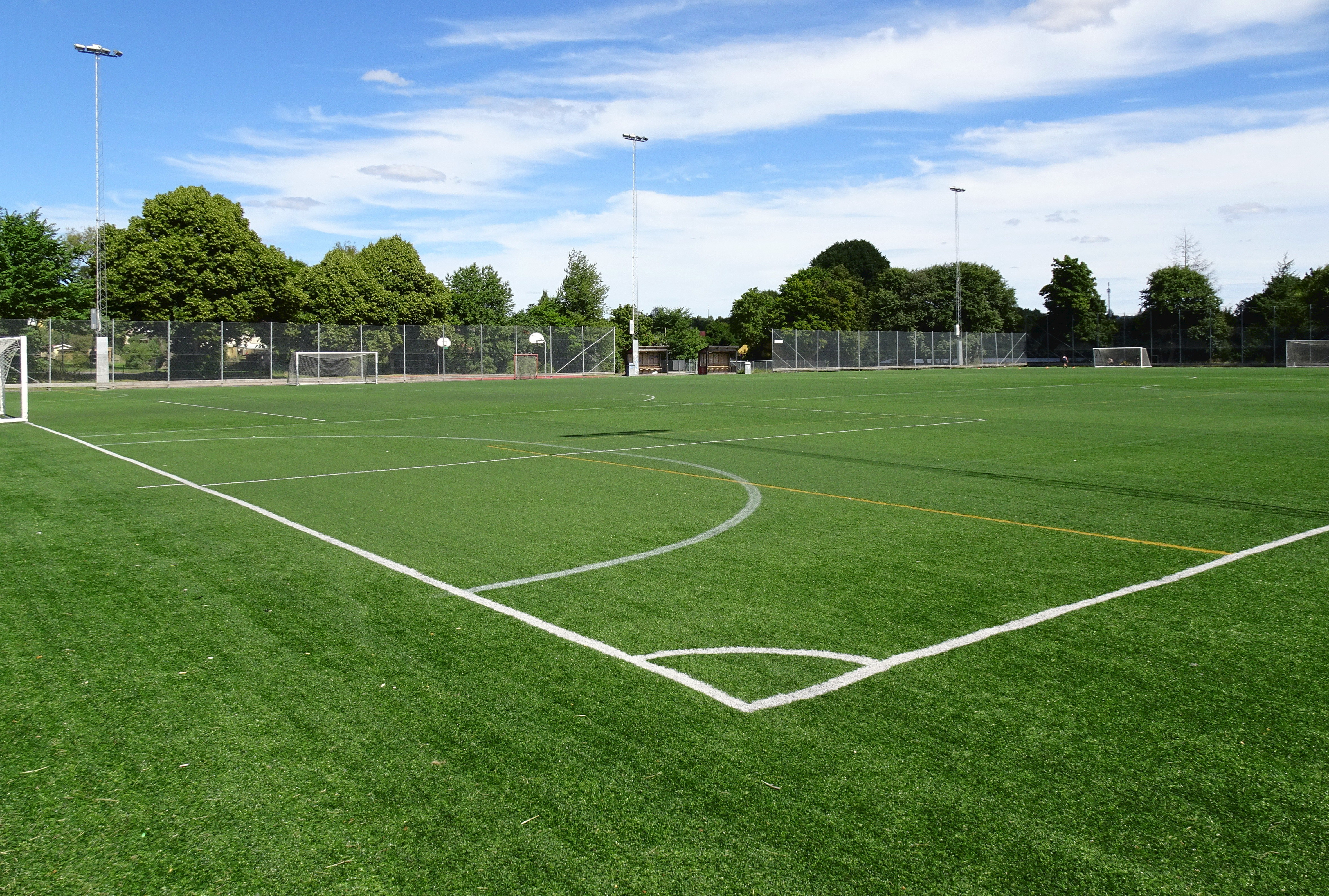
Gubbängens bollplan 2016.

Gubbängens första idrottsplats anlades på 1940-talet och låg söder om Gubbängens folkskola. Platsen finns kvar och kallas idag Gubbängens bollplan (se avsnitt Gubbängens gamla IP). I slutet av 1950-talet godkändes stadsplanen för nuvarande Gubbängens IP som anlades på västra delen av Gubbängsfältet. Utöver en idrottsplats för 1 500 åskådare planerades för olika träningsplan samt övningsplatser för höjdhopp och kulstötning.

## Verksamhet
Idrottsplatsen består per 2020 av en fotbollsplan i konstgräs som på vintern spolas till en fullstor bandybana. Tidigare fanns en speedwaybana runt planen.  Det fanns tidigare också en stor grusplan med plats för fotbollsplan för både elva- och sjumannaspel. På den ytan uppfördes mellan 2018 och 2020 en bandyhall vilket gör att anläggningen från och med 2020 har två bandyplaner vintertid - en utomhus och en inomhus.
Då Majrovägen i Gubbängen är stängd för genomfartstrafik (buss i linjetrafik undantaget) så måste man svänga in på vägen Målkurvan från Örbyleden för att kunna ta sig till idrottsplatsens parkeringsplats. Målkurvan är den väg som vid korsningen med Örbyleden byter namn till Stallarholmsvägen i Högdalens industriområde.

## Ishall
I januari 2016 meddelade idrottsborgarrådet i Stockholm att den bandyhall som tidigare har planerat byggas i Tallkrogen nu i stället med största sannolikhet kommer att bli Bandyhallen i Gubbängen. Så blev det, och i augusti 2020 togs hallen i bruk.
Det finns även Gubbängens gamla IP (idag Gubbängens bollplan) belägen vid Panelvägen i östra änden av Gubbängsfältet mot Nynäsvägen. Den har nyligen (2010) genomgått en upprustning och modernisering med konstgräs, ny belysning, allvädersplan för basket och löparbana. Förutom att fungera som skolidrottsplats för den närbelägna Gubbängsskolan används Gubbängens gamla IP för damfotboll, herrfotboll i lägre divisioner mm.

## Bilder

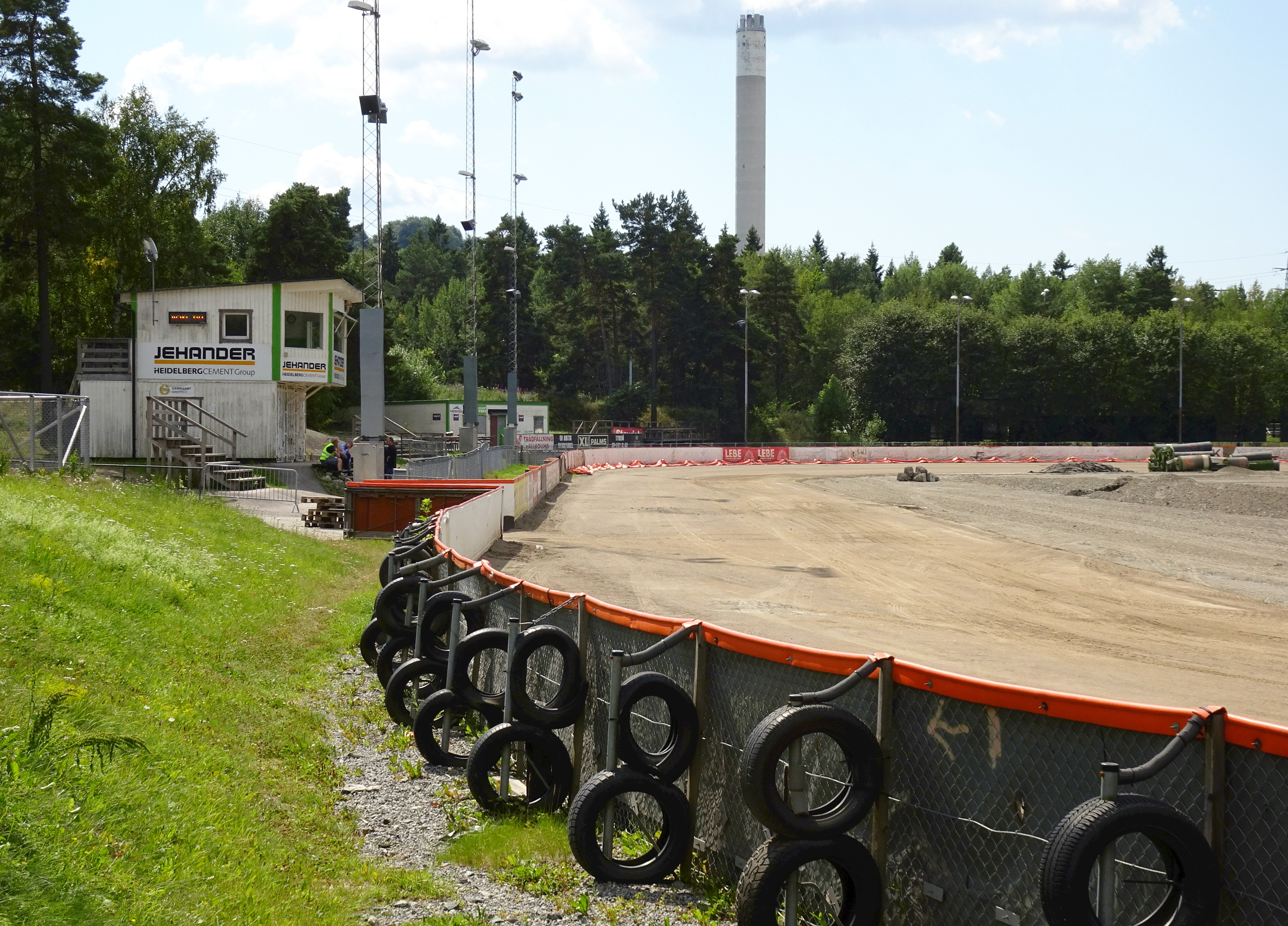
Arenan får nytt konstgräs, juli 2016.
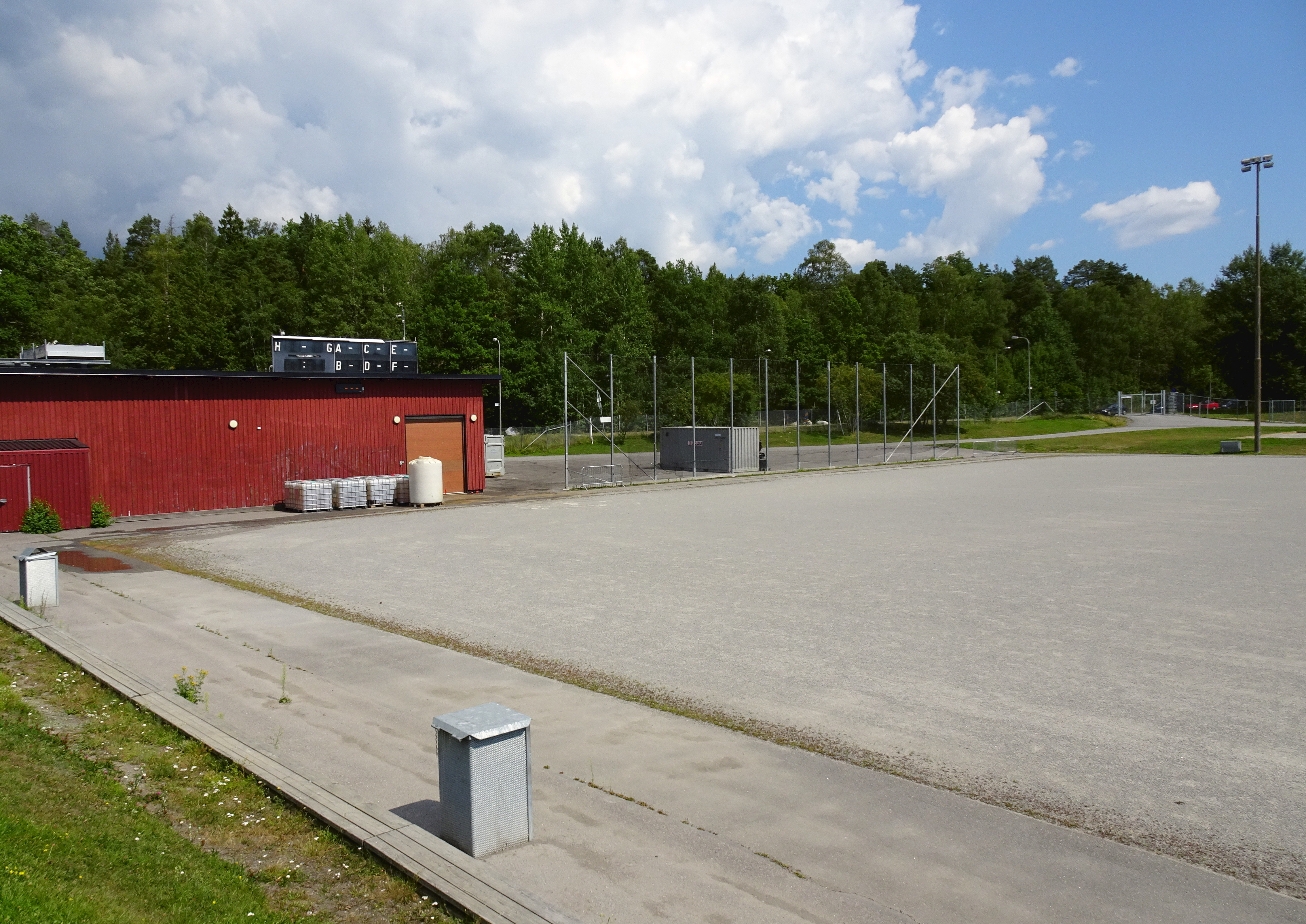
Anläggningens grusplan, juli 2016.
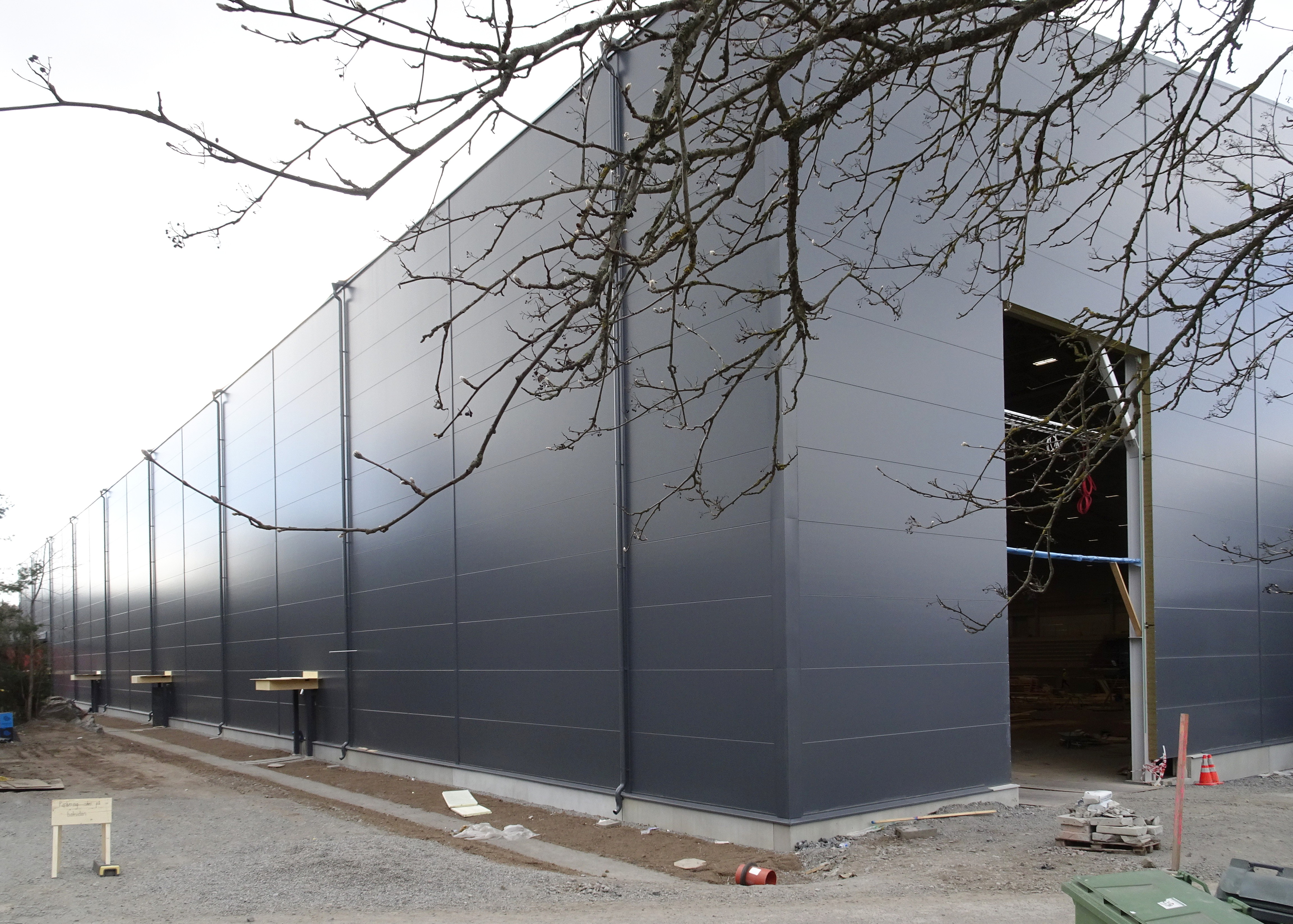
Nya bandyhallen, bygget april 2020.
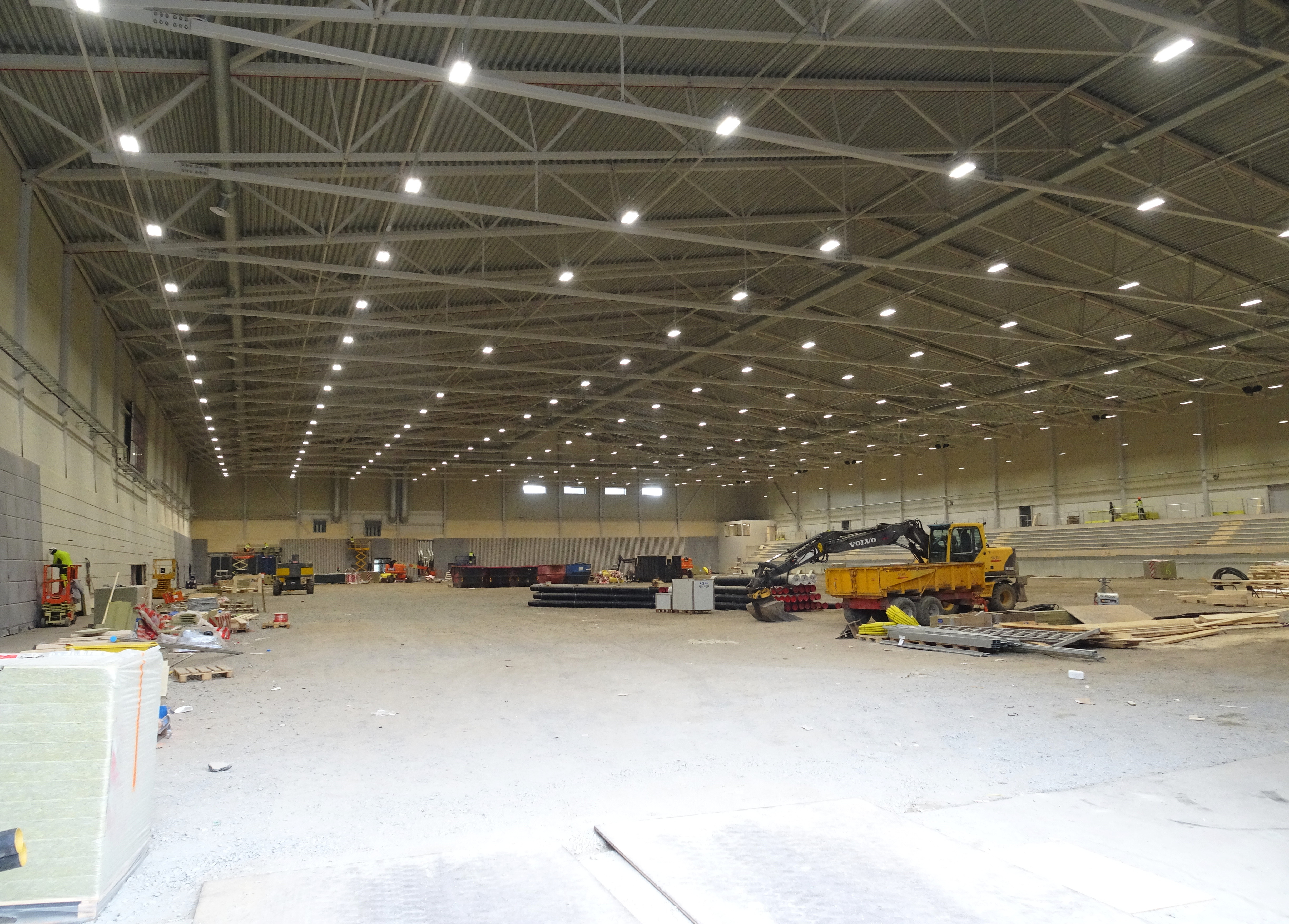
Nya bandyhallen, interiör, bygget april 2020.